# Valknut
Valknut — открытый кроссплатформенный клиент файлообменной сети Direct Connect.
Valknut был создан Mathias Küster и распространяется под лицензией GNU GPL. Программа написана на C++ и использует кроссплатформенную библиотеку Qt для создания GUI. Известно, что клиент успешно функционирует в следующих операционных системах: Linux, FreeBSD, Mac OS X и OS/2 — eComStation.
Изначально проект носил название DCGUI, но из-за созвучия с названием другого DC-клиента был переименован в dcgui-qt. Уже после этого авторы столкнулись с ограничением на использование торговой марки 'Qt' и клиент был повторно переименован, получив название Valknut.
На базе программного кода Valknut существовал проект-ответвление под названием EiskaltDC, впоследствии переписанный и получивший название EiskaltDC++.